# Episodi di Walk the Prank (seconda stagione)
La seconda stagione della serie televisiva Walk the prank è stata trasmessa negli Stati Uniti sul canale Disney XD il 1 aprile 2017.
In Italia è inedita.
| nº | Titolo originale              | Titolo italiano | Prima TV USA   | Prima TV Italia |
| -- | ----------------------------- | --------------- | -------------- | --------------- |
| 1  | Dino Safari VR                |                 | 1 aprile 2017  |                 |
| 2  | Party Hearty                  |                 | 1 aprile 2017  |                 |
| 3  | Dear Me                       |                 | 8 aprile 2017  |                 |
| 4  | Party At Gordy's              |                 | 8 aprile 2017  |                 |
| 5  | A Very Vlad Joke              |                 | 15 aprile 2017 |                 |
| 6  | Allowance Drama               |                 | 15 aprile 2017 |                 |
| 7  | Teachers Break Their Promises |                 | 22 aprile 2017 |                 |
| 8  | Anne Comes to School          |                 | 22 aprile 2017 |                 |
| 9  | Will vs. Will                 |                 | 29 aprile 2017 |                 |
| 10 | K.C. Undercover Edition       |                 | 27 maggio 2017 |                 |